# Let It Shine (2017)
Let It Shine war ein Fernsehmusikwettbewerb mit dem Ziel, fünf bislang unentdeckte potenzielle Leading Men für ein neues West-End-Musical zu finden und auszubilden. Es war bereits die sechste Sendung in einer Reihe von West End Casting Shows der BBC. Die Ausstrahlung begann am 7. Januar 2017 auf BBC One.
Gewinner der Casting-Show war die dort zusammengestellte Boygroup Five to Five, sie begannen gleich im Anschluss an die Sendung mit den Theaterproben und sind seit September 2017 als Tourneeensemble auf verschiedenen Bühnen Englands und danach über mindestens eine Spielzeit im Londoner West End in den Hauptrollen des neuen Jukebox-Musicals The Band von Take Thats Gary Barlow OBE und Tim Firth zu sehen.

## Hintergrund

### Vorangegangene Staffeln
Vor Let It Shine strahlte die BBC bereits fünf weitere Staffeln des West End Casting Show Formates aus, jedes Mal wurden Hauptdarsteller für die Inszenierung eines Musicals im Londoner West End (Theaterviertel im Zentrum der englischen Hauptstadt) gesucht:
- How Do You Solve a Problem Like Maria? (2006, Musical The Sound of Music von Richard Rodgers und Oscar Hammerstein; Leading Lady Maria gesucht)
- Any Dream Will Do (2007, Musical Joseph and the Amazing Technicolor Dreamcoat von Andrew Lloyd Webber und Tim Rice; Leading Man Joseph gesucht)
- I’d Do Anything (2008, Musical Oliver! von Lionel Bart; Leading Lady Nancy und drei Kinderdarsteller Oliver gesucht)
- Over the Rainbow (2010, Musical Der Zauberer von Oz von Harold Arlen und E. Y. Harburg, Leading Lady Dorothy und Hund Toto gesucht)
- Superstar (2012, Musical Jesus Christ Superstar von Andrew Lloyd Webber und Tim Rice; Leading Man Jesus gesucht)
- Let It Shine (2017, Jukebox-Musical The Band von Gary Barlow/Take That und Tim Firth; fünf Leading Men gesucht)

### Titel
Der Titel der Show ist Take Thats Single „Shine“ (2007) entnommen. Der Ausdruck bedeutet wörtlich „Lass es leuchten“, sinngemäß „Zeig, was du kannst!“/„Verstecke deine Talente nicht“ und ist vergleichbar mit dem deutschen Idiom biblischen Ursprungs „Stell dein Licht nicht unter den Scheffel“.

### Ankündigung und Vermarktung
Mit einem selbstironischen Auftritt machte Barlow erstmals im Frühjahr 2016 medienwirksam auf sein neues Musical und die beginnende Bewerbungsfrist für Let It Shine aufmerksam: Am 30. Mai 2016, einem gesetzlichen Feiertag im Vereinigten Königreich, lief er versteckt unter einer Fan-Maske seines eigenen Gesichtes durch das belebte Cabot Circus Einkaufszentrum in Bristol und setzte sich an den für alle Passanten zugänglichen öffentlichen Flügel. Nach einigen einleitenden Akkorden nahm er seine Maske ab und nahm sich nach dem Singen mehrerer Take-That-Lieder Zeit für Autogramme und Fotos mit mehreren hundert erstaunten Passanten. Eine Vielzahl von Handyvideos des Überraschungsauftrittes tauchten noch am gleichen Tag im Internet auf und verschiedene Zeitungen wurden auf das Ereignis aufmerksam. Erst am 17. Juni 2016 veröffentlichte die BBC auf ihrem YouTube-Kanal ein weiteres Video mit Aufnahmen des Überraschungskonzertes und kurzen Interviewausschnitten mit Barlow sowie der Ankündigung seiner neuen Show.
Während eines Auftrittes in Alan Carrs Talkshow Chatty Man im Dezember 2016 bestätigten Barlow, Minogue und Kemp die Ausstrahlung der BBC-Show ab dem 7. Januar 2017 – in Konkurrenz zur zeitgleich ausgestrahlten Premiere der sechsten Staffel von The Voice UK auf ITV. Gezeigt wurde außerdem einen Sneek-Peak (kurzer Ausschnitt) des Vorsingens eines Bewerbers, um anhand dessen anschließend das Format und die Auswahlrunden des Castings zu erläutern.
Über die internationale Tochter der BBC, BBC UKTV, wurde die Staffel ab dem 22. Januar 2017 auch im australischen Fernsehen ausgestrahlt.

### Musical
Das Jukebox-Musical mit dem Titel The Band wurde geschrieben von Dramaturg Tim Firth (The Girls – West End 2016/17) und Komponist Gary Barlow (Finding Neverland – Broadway 2015/16; The Girls). Die Handlung wird, wie bei Jukebox-Musicals (Bsp. Mamma Mia!, Ich war noch niemals in New York) üblich, um bereits existierende Lieder eines Künstlers, hier Barlows Band Take That, konstruiert. Von der realen Geschichte der Band ist sie allerdings unabhängig, im Bewerbungsprozess wurde ausdrücklich darauf hingewiesen, dass keine Doppelgänger oder Nachahmer der ursprünglichen Bandmitglieder gesucht würden.

### Format
Präsentiert wurde die Sendung von Mel Giedroyc und Graham Norton, letzterer hatte zuvor schon vier weitere der West-End-Casting-Shows moderiert. Hauptrichter waren Gary Barlow, Dannii Minogue und Martin Kemp. Unterstützt wurden sie durch verschiedene Gastrichter, welche jeweils einen Abschnitt des Auswahlverfahrens begleiteten: Amber Riley war bei den ersten Sendungen anwesend, in denen die Bewerber einzeln vorsangen; gefolgt von Lulu, welche in der Gruppenrunde am Richtertisch saß. Ricki Lake war für die erste Live-Show anwesend, abgelöst wurde sie im Halbfinale von Ashley Roberts, im Finale war letztlich Peter Kay dabei. Backstage kümmerten sich in den meisten Episoden auch Take Thats Mark Owen und Howard Donald mit Rat und Tat um die Kandidaten. Die Sendung wurde entwickelt und produziert von Gary Barlow, Executive Producer (geschäftsführender Produzent) war Andrew Cartmell. Der Schnitt unterlag Guy Freeman, alleiniges Produktionsunternehmen war BBC Studios. Die zehn Episoden der Staffel wurden im Bildformat 16:9 und mit Längen zwischen 30 und 105 Minuten gesendet und bildeten zwischen dem 7. Januar und dem 25. Februar 2017 das Samstagabend-Programm ihres Hauptsenders BBC One.
Der Wettbewerb wurde in drei Runden ausgetragen:
1. The Starway (Auditions)
2. The Collaborations (Gruppenrunde)
3. The Battle of the Bands (Liveshows)

Busted, Beverley Knight, Melanie C, Olly Murs und Kaiser Chiefs arbeiteten in Runde zwei des Auswahlverfahrens mit je einer der dort gebildeten Gruppen und traten gemeinsam mit ihnen auf, dies wurde im November 2016 im MediaCityUK in Salford aufgezeichnet.

### Das Experten-Panel
Die Gruppe der Bewertungsrichter wird bei den West End Casting Shows als Expert Panel bezeichnet. Ziel ist bei der Zusammensetzung, eine Kombination aus den wesentlichen Entscheidungsträgern im (Musical-)Theater, d. h. Produzenten, Regisseure und Komponisten, sowie erfahrenen Darstellern als Mentoren für die Bewerber zu gewährleisten. Daher sieht die Jurorengruppierung in dieser siebten Staffel wie folgt aus:
- Gary Barlow (* 1971) – Komponist und Produzent; außerdem 35 Jahre eigene Bühnenerfahrung als Pianist und Sänger – alle Episoden
- Martin Kemp (* 1961) – Schauspieler, Musiker (Bassist) und Regisseur; 45 Jahre Berufserfahrung (Bühne und Fernsehen) – alle Episoden
- Dannii Minogue (* 1971) – Schauspielerin, Sängerin, Model; 38 Jahre Berufserfahrung (Bühne und Fernsehen) – alle Episoden
- Amber Riley (* 1986) – Leading Lady (Schauspielerin/Sängerin); 15 Jahre Berufserfahrung (Bühne und Fernsehen) – erste Runde
- Lulu (* 1948) – Sängerin, Schauspielerin; 53 Jahre Berufserfahrung (Bühne und Fernsehen) – zweite Runde
- Ricki Lake (* 1968) – Schauspielerin, Produzentin, Moderatorin; 30 Jahre Berufserfahrung (Film und Fernsehen) – Viertelfinale
- Ashley Roberts (* 1981) – Choreografin, Triple Threat (Sängerin/Schauspielerin/Tänzerin), Model; 16 Jahre Berufserfahrung – Halbfinale
- Peter Kay (* 1973) – Stand-Up-Comedian und Schauspieler; 21 Jahre Berufserfahrung (Bühne, Film und Fernsehen) – Finale

Anders als bei den vorherigen Staffeln der West End Casting Shows wurde hier nicht ein einzelner Leading Man bzw. ein Leading Couple gesucht, sondern eine Gruppe aus fünf gleichberechtigten Leading Men, die gemeinsam eine Boygroup formen sollen. Eine solche Gruppendynamik und gar Freundschaft unter fünf zuvor fremden jungen Männern zu etablieren und über viele Monate aufrechtzuerhalten – bei ständigem Zusammenleben auf engem Raum und mindestens acht Auftritten pro Woche – bringt gesonderte Schwierigkeiten mit sich. Ein weiteres Kriterium für die Jurorenauswahl war daher die Bühnenerfahrung in einer Band, welche bei Barlow (Take That seit 1989), Kemp (Spandau Ballet seit 1976) und Roberts (The Pussycat Dolls 2003–2010) gegeben ist.

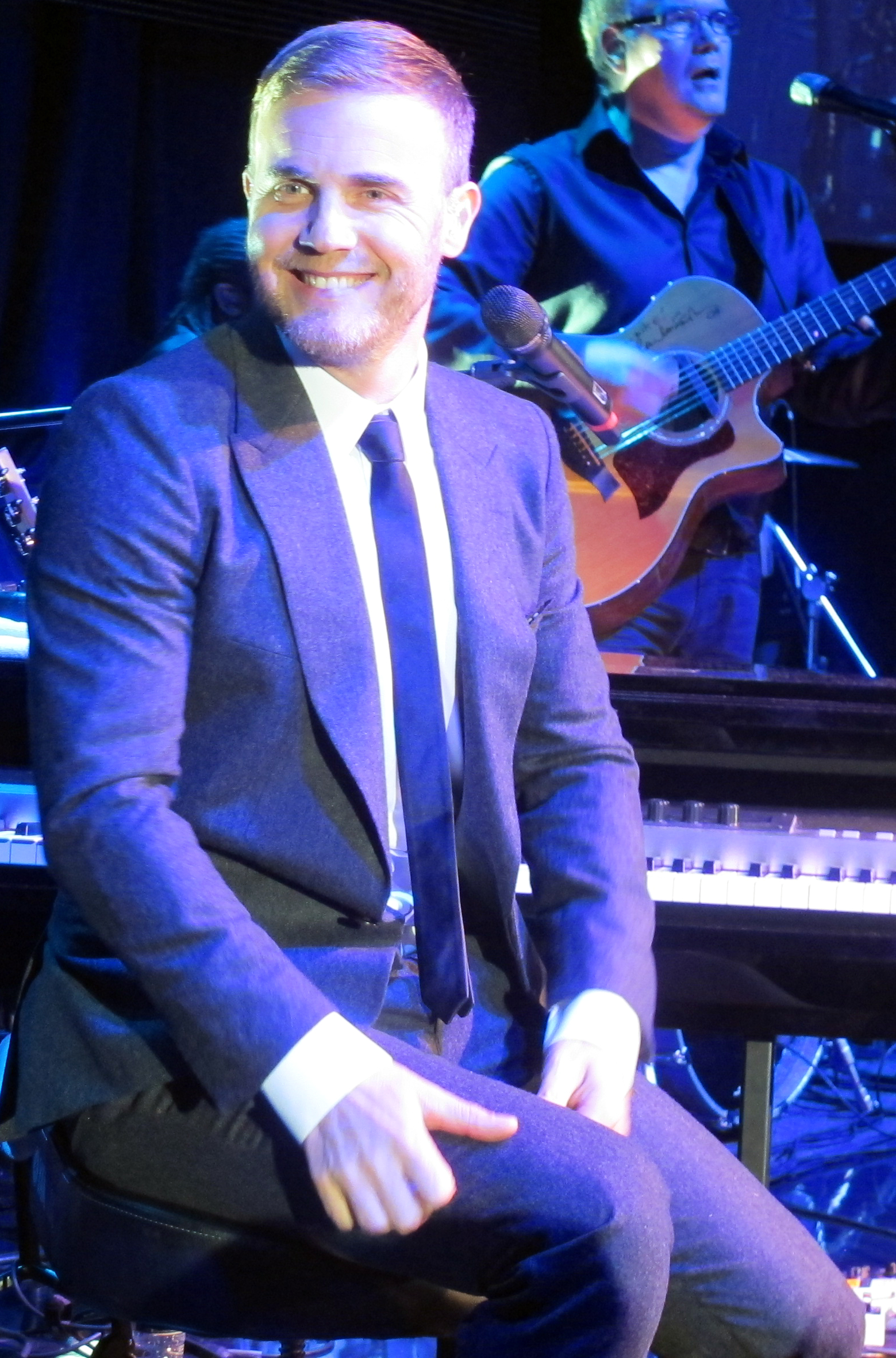
Gary Barlow
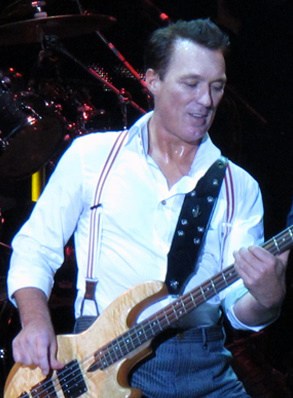
Martin Kemp
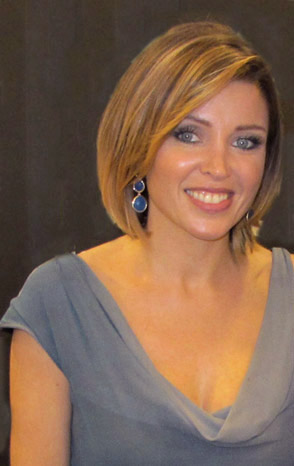
Danii Minogue
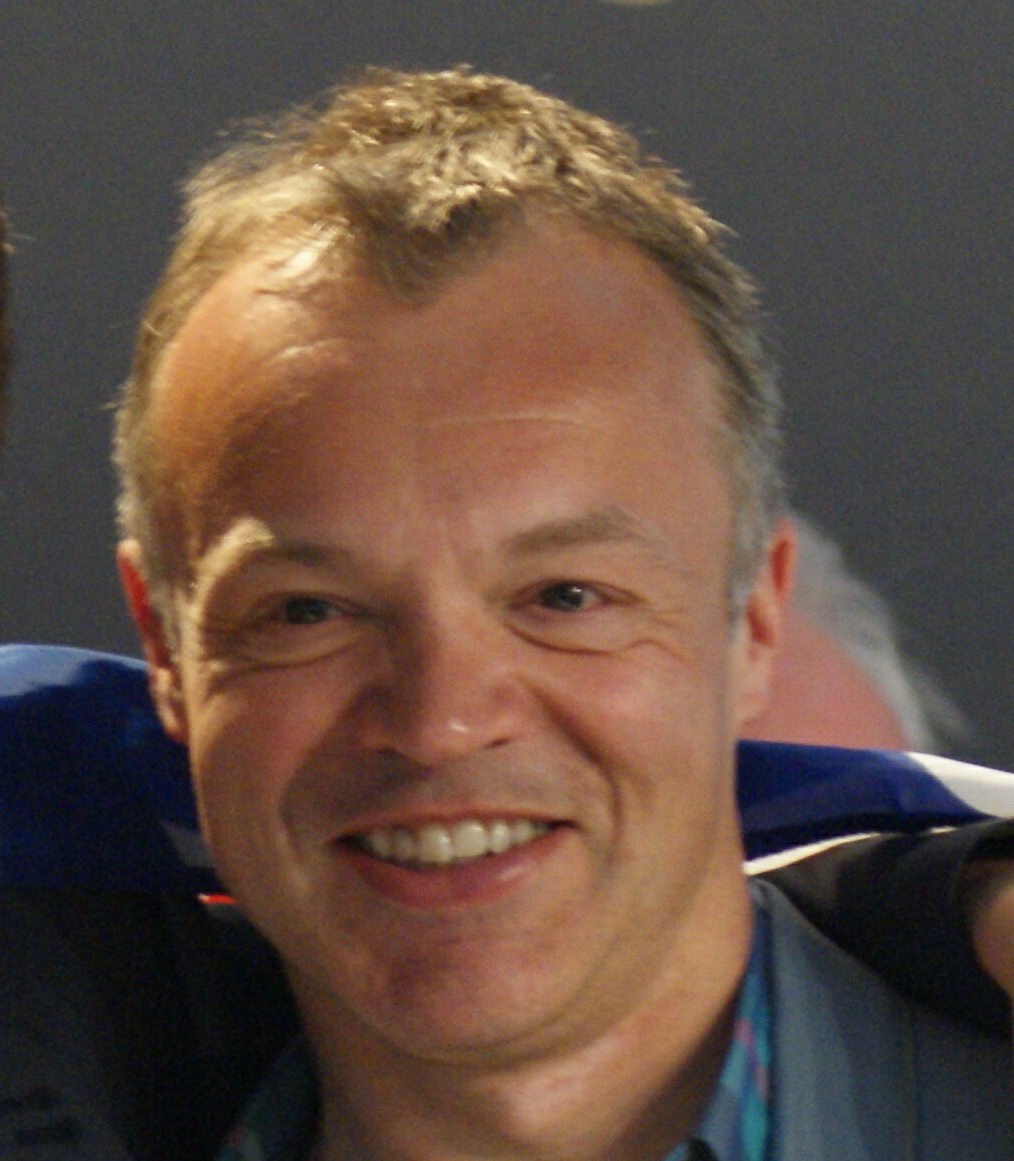
Graham Norton
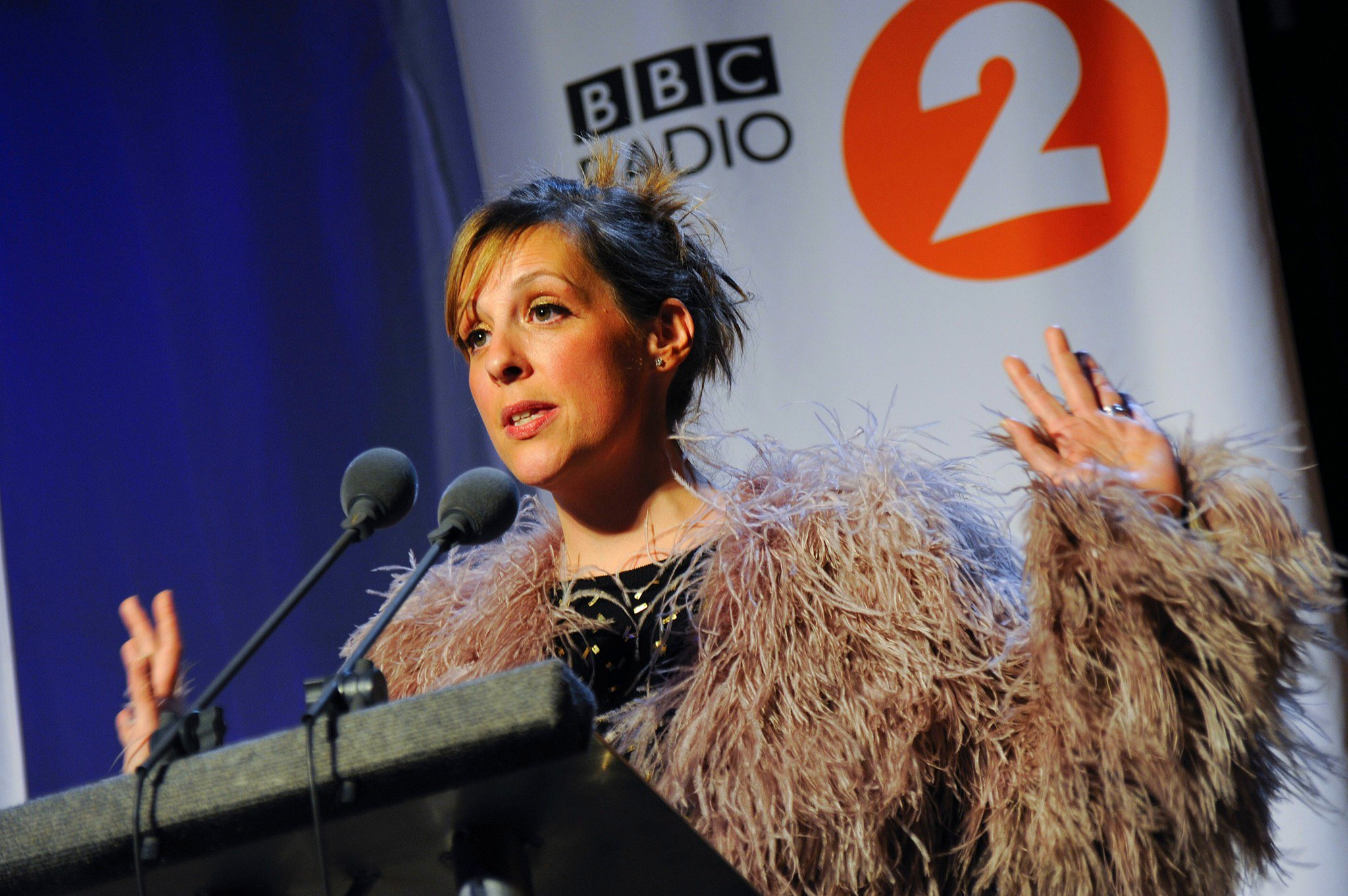
Mel Giedroyc
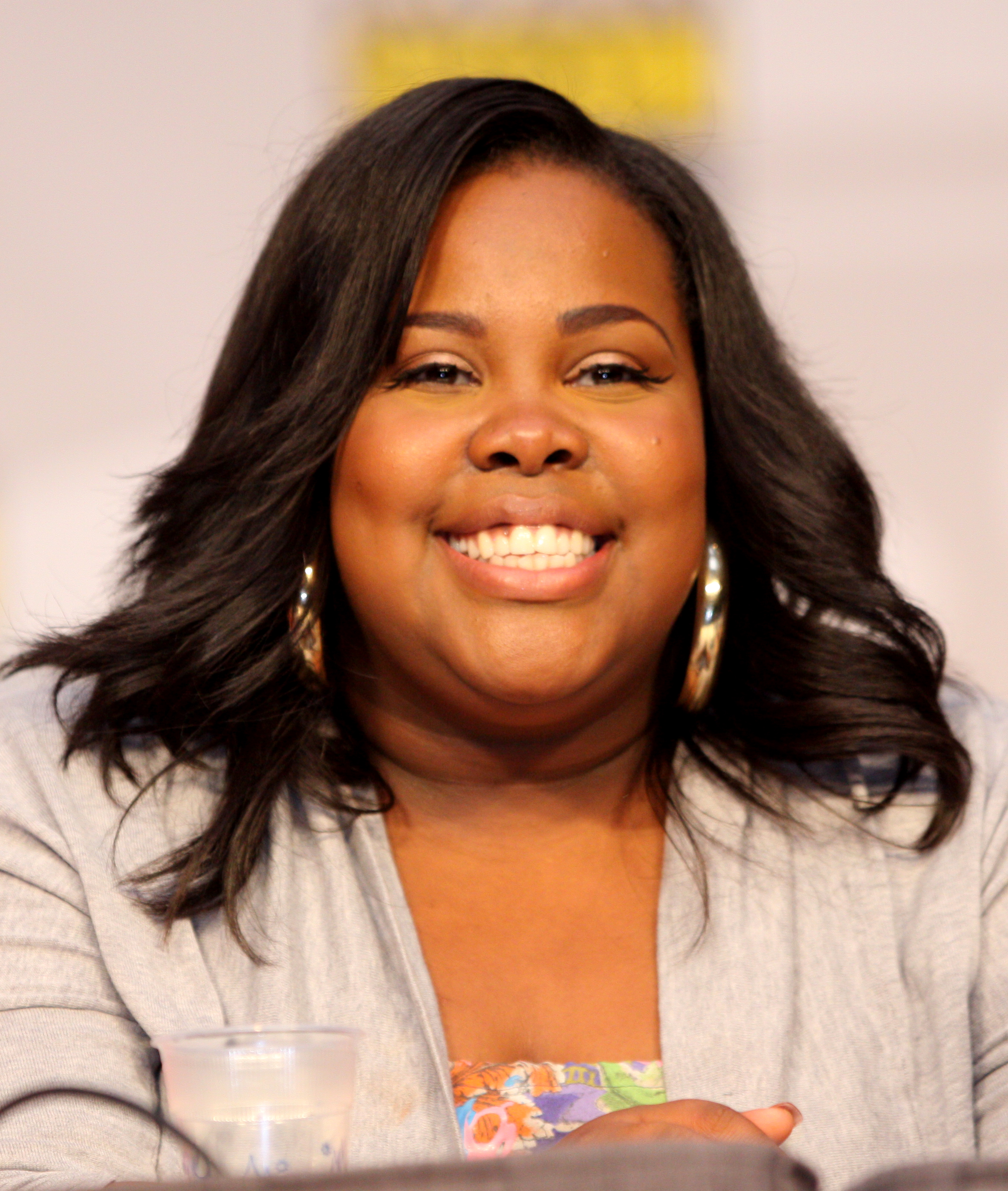
Amber Riley
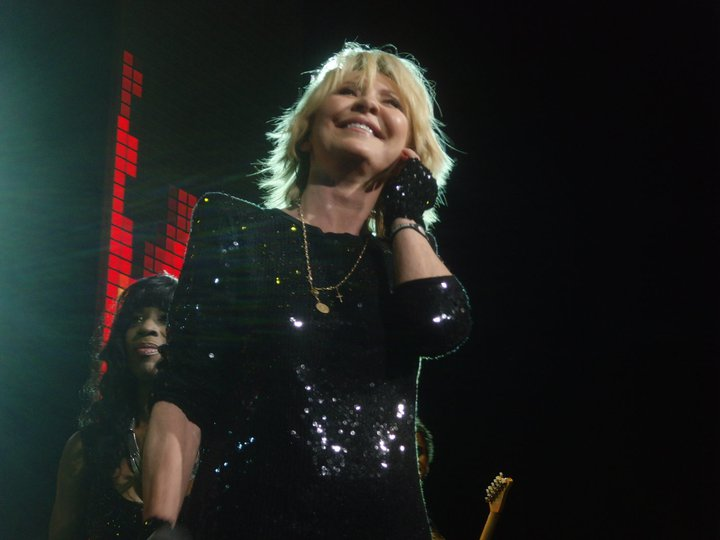
Lulu
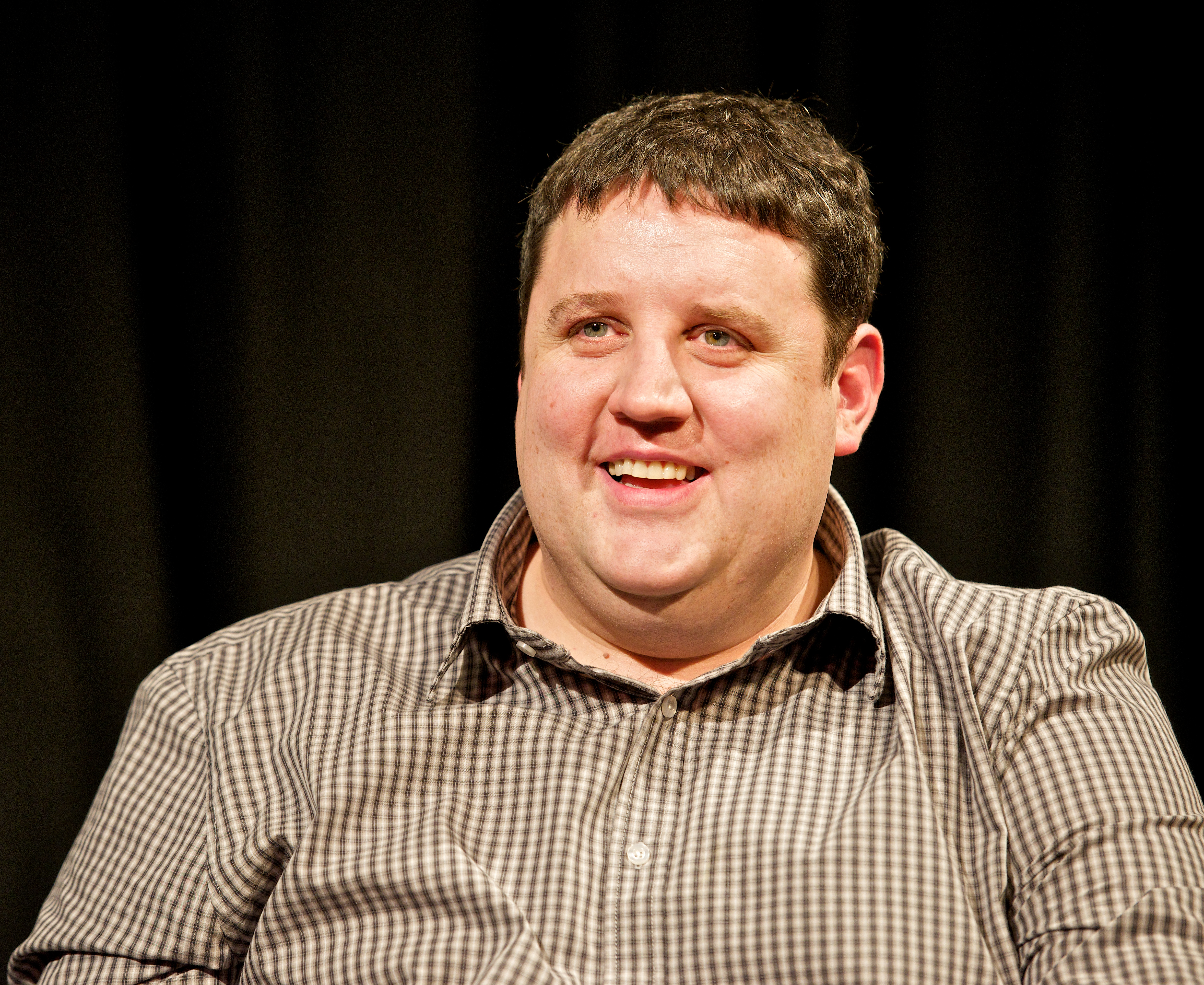
Peter Kay

## Verlauf

### Runde 1: The Starway
Jedes Jurymitglied vergab nach jedem Auftritt bis zu fünf Sterne, im Stile traditioneller Zeitungsrezensionen. Jeder Teilnehmer konnte auf diese Art bis zu 20 Sterne erhalten, für den Eintritt in die zweite Runde des Auswahlverfahrens war das Erreichen von mindestens 15 Sternen Voraussetzung. Kein Jurymitglied erfuhr im Vorfeld das Urteil der jeweils anderen, es gab keine Beratungsphase. Der Starway (dt. Sternenweg) bezeichnete einen Verbindungssteg zwischen der Hauptbühne und einer kleinen Erhöhung mit dem Richtertisch. Auf diesem Steg leuchteten die ersten 14 Sterne auf, der jeweilige Sänger stellte sich nach seinem Auftritt in Begleitung von Graham Norton auf den 15. Stern im vorderen Teil der Hauptbühne. Die verbleibenden fünf Sterne waren hinter dem Bewerber auf der Hauptbühne verteilt. Nach dem Auftritt erfolgte zunächst eine kurze konstruktive Rückmeldung von einem oder mehreren Juroren zum jeweiligen Auftritt, zumeist verknüpft mit Hinweisen zur zukünftigen Verbesserung. Im Anschluss wurden die vergebenen Sterne nacheinander erleuchtet, erst danach die einzelnen Wertungen am Platz des jeweiligen Richters eingeblendet.
Anmerkung: Hinter den Liedtiteln ist in Klammern zur besseren Einordnung der Name des Sängers der jeweils bekanntesten Fassungen angegeben. Dieser unterscheidet sich nicht selten vom Komponisten des entsprechenden Stückes.
Episode 1 (7. Januar)
| Bewerber               | Abfolge | Alter | Lied                                                             | Bewertung | Bewertung |
| ---------------------- | ------- | ----- | ---------------------------------------------------------------- | --- | --------- |
| Clinton Elvis          | 1       | 23    | „(Your Love Keeps Lifting Me) Higher and Higher“ (Jackie Wilson) | Sternsymbol · Sternsymbol · Sternsymbol · Sternsymbol · Sternsymbol · Sternsymbol · Sternsymbol · Sternsymbol · Sternsymbol · Sternsymbol · Sternsymbol · Sternsymbol · Sternsymbol · Sternsymbol · Sternsymbol · Sternsymbol · Sternsymbol · Sternsymbol · Sternsymbol · Sternsymbol | 16        |
| Deaglan Arthurs        | 2       | 18    | „(Theme from) New York, New York“ (Liza Minnelli; Frank Sinatra) | Sternsymbol · Sternsymbol · Sternsymbol · Sternsymbol · Sternsymbol · Sternsymbol · Sternsymbol · Sternsymbol · Sternsymbol · Sternsymbol · Sternsymbol · Sternsymbol · Sternsymbol · Sternsymbol · Sternsymbol · Sternsymbol · Sternsymbol · Sternsymbol · Sternsymbol · Sternsymbol | 18        |
| Jamie-Ryan Taylor      | 3       | 21    | „Last Request“ (Paolo Nutini)                                    | Sternsymbol · Sternsymbol · Sternsymbol · Sternsymbol · Sternsymbol · Sternsymbol · Sternsymbol · Sternsymbol · Sternsymbol · Sternsymbol · Sternsymbol · Sternsymbol · Sternsymbol · Sternsymbol · Sternsymbol · Sternsymbol · Sternsymbol · Sternsymbol · Sternsymbol · Sternsymbol | 11        |
| Jazzie Mattis          | 4       | 24    | „Uptown Funk“ (Mark Ronson)                                      | Sternsymbol · Sternsymbol · Sternsymbol · Sternsymbol · Sternsymbol · Sternsymbol · Sternsymbol · Sternsymbol · Sternsymbol · Sternsymbol · Sternsymbol · Sternsymbol · Sternsymbol · Sternsymbol · Sternsymbol · Sternsymbol · Sternsymbol · Sternsymbol · Sternsymbol · Sternsymbol | 17        |
| Tyler Jack Smith       | 5       | 19    | „You Are So Beautiful“ (Joe Cocker)                              | Sternsymbol · Sternsymbol · Sternsymbol · Sternsymbol · Sternsymbol · Sternsymbol · Sternsymbol · Sternsymbol · Sternsymbol · Sternsymbol · Sternsymbol · Sternsymbol · Sternsymbol · Sternsymbol · Sternsymbol · Sternsymbol · Sternsymbol · Sternsymbol · Sternsymbol · Sternsymbol | 17        |
| Hector Mitchell-Turner | 6       | 21    | „You Get What You Give“ (New Radicals)                           | Sternsymbol · Sternsymbol · Sternsymbol · Sternsymbol · Sternsymbol · Sternsymbol · Sternsymbol · Sternsymbol · Sternsymbol · Sternsymbol · Sternsymbol · Sternsymbol · Sternsymbol · Sternsymbol · Sternsymbol · Sternsymbol · Sternsymbol · Sternsymbol · Sternsymbol · Sternsymbol | 11        |
| Zak Robinson           | 7       | 17    | „(Sittin’ On) The Dock of the Bay“ (Otis Redding)                | Sternsymbol · Sternsymbol · Sternsymbol · Sternsymbol · Sternsymbol · Sternsymbol · Sternsymbol · Sternsymbol · Sternsymbol · Sternsymbol · Sternsymbol · Sternsymbol · Sternsymbol · Sternsymbol · Sternsymbol · Sternsymbol · Sternsymbol · Sternsymbol · Sternsymbol · Sternsymbol | 14        |
| Bobby Foord            | 8       | 16    | „7 Days“ (Craig David)                                           | Sternsymbol · Sternsymbol · Sternsymbol · Sternsymbol · Sternsymbol · Sternsymbol · Sternsymbol · Sternsymbol · Sternsymbol · Sternsymbol · Sternsymbol · Sternsymbol · Sternsymbol · Sternsymbol · Sternsymbol · Sternsymbol · Sternsymbol · Sternsymbol · Sternsymbol · Sternsymbol | 11        |
| Nicky Price            | 9       | 17    | „Say Something“ (A Great Big World)                              | Sternsymbol · Sternsymbol · Sternsymbol · Sternsymbol · Sternsymbol · Sternsymbol · Sternsymbol · Sternsymbol · Sternsymbol · Sternsymbol · Sternsymbol · Sternsymbol · Sternsymbol · Sternsymbol · Sternsymbol · Sternsymbol · Sternsymbol · Sternsymbol · Sternsymbol · Sternsymbol | 20        |
| Nick Carsberg          | 10      | 17    | „Dance with Me Tonight“ (Olly Murs)                              | Sternsymbol · Sternsymbol · Sternsymbol · Sternsymbol · Sternsymbol · Sternsymbol · Sternsymbol · Sternsymbol · Sternsymbol · Sternsymbol · Sternsymbol · Sternsymbol · Sternsymbol · Sternsymbol · Sternsymbol · Sternsymbol · Sternsymbol · Sternsymbol · Sternsymbol · Sternsymbol | 16        |
| Wayne Thurtell         | 11      | 25    | „My Girl“ (The Temptations)                                      | Sternsymbol · Sternsymbol · Sternsymbol · Sternsymbol · Sternsymbol · Sternsymbol · Sternsymbol · Sternsymbol · Sternsymbol · Sternsymbol · Sternsymbol · Sternsymbol · Sternsymbol · Sternsymbol · Sternsymbol · Sternsymbol · Sternsymbol · Sternsymbol · Sternsymbol · Sternsymbol | 11        |
| Jason Brock            | 12      | 30    | „Run to You“ (Whitney Houston)                                   | Sternsymbol · Sternsymbol · Sternsymbol · Sternsymbol · Sternsymbol · Sternsymbol · Sternsymbol · Sternsymbol · Sternsymbol · Sternsymbol · Sternsymbol · Sternsymbol · Sternsymbol · Sternsymbol · Sternsymbol · Sternsymbol · Sternsymbol · Sternsymbol · Sternsymbol · Sternsymbol | 20        |

Episode 2 (14. Januar)
| Bewerber         | Abfolge | Alter | Lied                                                                 | Bewertung | Bewertung |
| ---------------- | ------- | ----- | -------------------------------------------------------------------- | --- | --------- |
| Jonnie Halliwell | 1       | 25    | „Reet Petite“ (Jackie Wilson)                                        | Sternsymbol · Sternsymbol · Sternsymbol · Sternsymbol · Sternsymbol · Sternsymbol · Sternsymbol · Sternsymbol · Sternsymbol · Sternsymbol · Sternsymbol · Sternsymbol · Sternsymbol · Sternsymbol · Sternsymbol · Sternsymbol · Sternsymbol · Sternsymbol · Sternsymbol · Sternsymbol | 20        |
| Dylan Reid       | 2       | 20    | „Roar“ (Katy Perry)                                                  | Sternsymbol · Sternsymbol · Sternsymbol · Sternsymbol · Sternsymbol · Sternsymbol · Sternsymbol · Sternsymbol · Sternsymbol · Sternsymbol · Sternsymbol · Sternsymbol · Sternsymbol · Sternsymbol · Sternsymbol · Sternsymbol · Sternsymbol · Sternsymbol · Sternsymbol · Sternsymbol | 16        |
| Lee Stinchcombe  | 3       | 35    | „The Power of Love“ (Huey Lewis & the News in Zurück in die Zukunft) | Sternsymbol · Sternsymbol · Sternsymbol · Sternsymbol · Sternsymbol · Sternsymbol · Sternsymbol · Sternsymbol · Sternsymbol · Sternsymbol · Sternsymbol · Sternsymbol · Sternsymbol · Sternsymbol · Sternsymbol · Sternsymbol · Sternsymbol · Sternsymbol · Sternsymbol · Sternsymbol | 8         |
| Samm Hewitt      | 4       | 23    | „Dear Darlin’“ (Olly Murs)                                           | Sternsymbol · Sternsymbol · Sternsymbol · Sternsymbol · Sternsymbol · Sternsymbol · Sternsymbol · Sternsymbol · Sternsymbol · Sternsymbol · Sternsymbol · Sternsymbol · Sternsymbol · Sternsymbol · Sternsymbol · Sternsymbol · Sternsymbol · Sternsymbol · Sternsymbol · Sternsymbol | 12        |
| Keith Branic     | 5       | 16    | „Treasure“ (Bruno Mars)                                              | Sternsymbol · Sternsymbol · Sternsymbol · Sternsymbol · Sternsymbol · Sternsymbol · Sternsymbol · Sternsymbol · Sternsymbol · Sternsymbol · Sternsymbol · Sternsymbol · Sternsymbol · Sternsymbol · Sternsymbol · Sternsymbol · Sternsymbol · Sternsymbol · Sternsymbol · Sternsymbol | 15        |
| Ciaran O’Brien   | 6       | 16    | „Dancing On My Own“ (Robyn)                                          | Sternsymbol · Sternsymbol · Sternsymbol · Sternsymbol · Sternsymbol · Sternsymbol · Sternsymbol · Sternsymbol · Sternsymbol · Sternsymbol · Sternsymbol · Sternsymbol · Sternsymbol · Sternsymbol · Sternsymbol · Sternsymbol · Sternsymbol · Sternsymbol · Sternsymbol · Sternsymbol | 15        |
| Craig Webb       | 7       | 27    | „Jealous“ (Nick Jonas)                                               | Sternsymbol · Sternsymbol · Sternsymbol · Sternsymbol · Sternsymbol · Sternsymbol · Sternsymbol · Sternsymbol · Sternsymbol · Sternsymbol · Sternsymbol · Sternsymbol · Sternsymbol · Sternsymbol · Sternsymbol · Sternsymbol · Sternsymbol · Sternsymbol · Sternsymbol · Sternsymbol | 18        |
| Damien Kivlehan  | 8       | 26    | „You Give Love a Bad Name“ (Bon Jovi)                                | Sternsymbol · Sternsymbol · Sternsymbol · Sternsymbol · Sternsymbol · Sternsymbol · Sternsymbol · Sternsymbol · Sternsymbol · Sternsymbol · Sternsymbol · Sternsymbol · Sternsymbol · Sternsymbol · Sternsymbol · Sternsymbol · Sternsymbol · Sternsymbol · Sternsymbol · Sternsymbol | 16        |
| Curtis T Johns   | 9       | 23    | „Put Your Records On“ (Corinne Bailey Rae)                           | Sternsymbol · Sternsymbol · Sternsymbol · Sternsymbol · Sternsymbol · Sternsymbol · Sternsymbol · Sternsymbol · Sternsymbol · Sternsymbol · Sternsymbol · Sternsymbol · Sternsymbol · Sternsymbol · Sternsymbol · Sternsymbol · Sternsymbol · Sternsymbol · Sternsymbol · Sternsymbol | 19        |
| Julius Wright    | 10      | 20    | „All Night Long (All Night)“ (Lionel Richie)                         | Sternsymbol · Sternsymbol · Sternsymbol · Sternsymbol · Sternsymbol · Sternsymbol · Sternsymbol · Sternsymbol · Sternsymbol · Sternsymbol · Sternsymbol · Sternsymbol · Sternsymbol · Sternsymbol · Sternsymbol · Sternsymbol · Sternsymbol · Sternsymbol · Sternsymbol · Sternsymbol | 16        |
| Jamie Corner     | 11      | 24    | „Johnny B. Goode“ (Chuck Berry, Johnnie Johnson)                     | Sternsymbol · Sternsymbol · Sternsymbol · Sternsymbol · Sternsymbol · Sternsymbol · Sternsymbol · Sternsymbol · Sternsymbol · Sternsymbol · Sternsymbol · Sternsymbol · Sternsymbol · Sternsymbol · Sternsymbol · Sternsymbol · Sternsymbol · Sternsymbol · Sternsymbol · Sternsymbol | 17        |
| Scott Sutcliffe  | 12      | 23    | „Against All Odds (Take a Look at Me Now)“ (Phil Collins)            | Sternsymbol · Sternsymbol · Sternsymbol · Sternsymbol · Sternsymbol · Sternsymbol · Sternsymbol · Sternsymbol · Sternsymbol · Sternsymbol · Sternsymbol · Sternsymbol · Sternsymbol · Sternsymbol · Sternsymbol · Sternsymbol · Sternsymbol · Sternsymbol · Sternsymbol · Sternsymbol | 14        |
| Huw Roberts      | 13      | 16    | „Don’t Look Back in Anger“ (Oasis)                                   | Sternsymbol · Sternsymbol · Sternsymbol · Sternsymbol · Sternsymbol · Sternsymbol · Sternsymbol · Sternsymbol · Sternsymbol · Sternsymbol · Sternsymbol · Sternsymbol · Sternsymbol · Sternsymbol · Sternsymbol · Sternsymbol · Sternsymbol · Sternsymbol · Sternsymbol · Sternsymbol | 16        |
| Harry Neale      | 14      | 26    | „Beggin’“ (The Four Seasons)                                         | Sternsymbol · Sternsymbol · Sternsymbol · Sternsymbol · Sternsymbol · Sternsymbol · Sternsymbol · Sternsymbol · Sternsymbol · Sternsymbol · Sternsymbol · Sternsymbol · Sternsymbol · Sternsymbol · Sternsymbol · Sternsymbol · Sternsymbol · Sternsymbol · Sternsymbol · Sternsymbol | 16        |

Episode 3 (21. Januar)
| Bewerber        | Abfolge | Alter | Lied                                                  | Bewertung | Bewertung |
| --------------- | ------- | ----- | ----------------------------------------------------- | --- | --------- |
| Jordan Harvey   | 1       | 24    | „Blame It on Me“ (George Ezra)                        | Sternsymbol · Sternsymbol · Sternsymbol · Sternsymbol · Sternsymbol · Sternsymbol · Sternsymbol · Sternsymbol · Sternsymbol · Sternsymbol · Sternsymbol · Sternsymbol · Sternsymbol · Sternsymbol · Sternsymbol · Sternsymbol · Sternsymbol · Sternsymbol · Sternsymbol · Sternsymbol | 18        |
| AJ Bentley      | 2       | 21    | „Signed, Sealed, Delivered I’m Yours“ (Stevie Wonder) | Sternsymbol · Sternsymbol · Sternsymbol · Sternsymbol · Sternsymbol · Sternsymbol · Sternsymbol · Sternsymbol · Sternsymbol · Sternsymbol · Sternsymbol · Sternsymbol · Sternsymbol · Sternsymbol · Sternsymbol · Sternsymbol · Sternsymbol · Sternsymbol · Sternsymbol · Sternsymbol | 18        |
| Dion Magrath    | 3       | 23    | „All About You“ (McFly)                               | Sternsymbol · Sternsymbol · Sternsymbol · Sternsymbol · Sternsymbol · Sternsymbol · Sternsymbol · Sternsymbol · Sternsymbol · Sternsymbol · Sternsymbol · Sternsymbol · Sternsymbol · Sternsymbol · Sternsymbol · Sternsymbol · Sternsymbol · Sternsymbol · Sternsymbol · Sternsymbol | 13        |
| Matt Thorpe     | 4       | 30    | „If I Ain’t Got You“ (Alicia Keys)                    | Sternsymbol · Sternsymbol · Sternsymbol · Sternsymbol · Sternsymbol · Sternsymbol · Sternsymbol · Sternsymbol · Sternsymbol · Sternsymbol · Sternsymbol · Sternsymbol · Sternsymbol · Sternsymbol · Sternsymbol · Sternsymbol · Sternsymbol · Sternsymbol · Sternsymbol · Sternsymbol | 20        |
| Dan Budd        | 5       | 27    | „No Regrets“ (Robbie Williams)                        | Sternsymbol · Sternsymbol · Sternsymbol · Sternsymbol · Sternsymbol · Sternsymbol · Sternsymbol · Sternsymbol · Sternsymbol · Sternsymbol · Sternsymbol · Sternsymbol · Sternsymbol · Sternsymbol · Sternsymbol · Sternsymbol · Sternsymbol · Sternsymbol · Sternsymbol · Sternsymbol | 16        |
| Elijah Holloway | 6       | 18    | „Greased Lightnin’“ (Grease, John Travolta)           | Sternsymbol · Sternsymbol · Sternsymbol · Sternsymbol · Sternsymbol · Sternsymbol · Sternsymbol · Sternsymbol · Sternsymbol · Sternsymbol · Sternsymbol · Sternsymbol · Sternsymbol · Sternsymbol · Sternsymbol · Sternsymbol · Sternsymbol · Sternsymbol · Sternsymbol · Sternsymbol | 11        |
| Mark Angels     | 7       | 21    | „Mirrors“ (Justin Timberlake)                         | Sternsymbol · Sternsymbol · Sternsymbol · Sternsymbol · Sternsymbol · Sternsymbol · Sternsymbol · Sternsymbol · Sternsymbol · Sternsymbol · Sternsymbol · Sternsymbol · Sternsymbol · Sternsymbol · Sternsymbol · Sternsymbol · Sternsymbol · Sternsymbol · Sternsymbol · Sternsymbol | 17        |
| Harry Brown     | 8       | 17    | „Love Yourself“ (Justin Bieber)                       | Sternsymbol · Sternsymbol · Sternsymbol · Sternsymbol · Sternsymbol · Sternsymbol · Sternsymbol · Sternsymbol · Sternsymbol · Sternsymbol · Sternsymbol · Sternsymbol · Sternsymbol · Sternsymbol · Sternsymbol · Sternsymbol · Sternsymbol · Sternsymbol · Sternsymbol · Sternsymbol | 17        |
| Jordan Charles  | 9       | 24    | „Pompeii“ (Bastille)                                  | Sternsymbol · Sternsymbol · Sternsymbol · Sternsymbol · Sternsymbol · Sternsymbol · Sternsymbol · Sternsymbol · Sternsymbol · Sternsymbol · Sternsymbol · Sternsymbol · Sternsymbol · Sternsymbol · Sternsymbol · Sternsymbol · Sternsymbol · Sternsymbol · Sternsymbol · Sternsymbol | 15        |
| Danny Colligan  | 10      | 23    | „Stitches“                                            | Sternsymbol · Sternsymbol · Sternsymbol · Sternsymbol · Sternsymbol · Sternsymbol · Sternsymbol · Sternsymbol · Sternsymbol · Sternsymbol · Sternsymbol · Sternsymbol · Sternsymbol · Sternsymbol · Sternsymbol · Sternsymbol · Sternsymbol · Sternsymbol · Sternsymbol · Sternsymbol | 15        |
| Kyle Passmore   | 11      | 27    | „You Give Me Something“                               | Sternsymbol · Sternsymbol · Sternsymbol · Sternsymbol · Sternsymbol · Sternsymbol · Sternsymbol · Sternsymbol · Sternsymbol · Sternsymbol · Sternsymbol · Sternsymbol · Sternsymbol · Sternsymbol · Sternsymbol · Sternsymbol · Sternsymbol · Sternsymbol · Sternsymbol · Sternsymbol | 19        |
| Josh Bailey     | 12      | 17    | „Jealous“ (Labyrinth)                                 | Sternsymbol · Sternsymbol · Sternsymbol · Sternsymbol · Sternsymbol · Sternsymbol · Sternsymbol · Sternsymbol · Sternsymbol · Sternsymbol · Sternsymbol · Sternsymbol · Sternsymbol · Sternsymbol · Sternsymbol · Sternsymbol · Sternsymbol · Sternsymbol · Sternsymbol · Sternsymbol | 19        |
| Matt Knight     | 13      | 27    | „Wake Me Up“ (Avicii)                                 | Sternsymbol · Sternsymbol · Sternsymbol · Sternsymbol · Sternsymbol · Sternsymbol · Sternsymbol · Sternsymbol · Sternsymbol · Sternsymbol · Sternsymbol · Sternsymbol · Sternsymbol · Sternsymbol · Sternsymbol · Sternsymbol · Sternsymbol · Sternsymbol · Sternsymbol · Sternsymbol | 16        |
| Tayler Davis    | 14      | 21    | „Faith“ (George Michael)                              | Sternsymbol · Sternsymbol · Sternsymbol · Sternsymbol · Sternsymbol · Sternsymbol · Sternsymbol · Sternsymbol · Sternsymbol · Sternsymbol · Sternsymbol · Sternsymbol · Sternsymbol · Sternsymbol · Sternsymbol · Sternsymbol · Sternsymbol · Sternsymbol · Sternsymbol · Sternsymbol | 14        |
| Hercules Smith  | 15      | 33    | „Iris“ (Goo Goo Dolls; Ronan Keating)                 | Sternsymbol · Sternsymbol · Sternsymbol · Sternsymbol · Sternsymbol · Sternsymbol · Sternsymbol · Sternsymbol · Sternsymbol · Sternsymbol · Sternsymbol · Sternsymbol · Sternsymbol · Sternsymbol · Sternsymbol · Sternsymbol · Sternsymbol · Sternsymbol · Sternsymbol · Sternsymbol | 16        |

Episode 4 (28. Januar)
| Bewerber          | Abfolge | Alter | Lied                                                              | Bewertung | Bewertung |
| ----------------- | ------- | ----- | ----------------------------------------------------------------- | --- | --------- |
| Callum Howells    | 1       | 17    | „You’ll Be Back“                                                  | Sternsymbol · Sternsymbol · Sternsymbol · Sternsymbol · Sternsymbol · Sternsymbol · Sternsymbol · Sternsymbol · Sternsymbol · Sternsymbol · Sternsymbol · Sternsymbol · Sternsymbol · Sternsymbol · Sternsymbol · Sternsymbol · Sternsymbol · Sternsymbol · Sternsymbol · Sternsymbol | 16        |
| Scott Macaulay    | 2       | 18    | „Laura“ (Scissor Sisters)                                         | Sternsymbol · Sternsymbol · Sternsymbol · Sternsymbol · Sternsymbol · Sternsymbol · Sternsymbol · Sternsymbol · Sternsymbol · Sternsymbol · Sternsymbol · Sternsymbol · Sternsymbol · Sternsymbol · Sternsymbol · Sternsymbol · Sternsymbol · Sternsymbol · Sternsymbol · Sternsymbol | 19        |
| Luke Stanley      | 3       | 27    | „All of Me“ (John Legend)                                         | Sternsymbol · Sternsymbol · Sternsymbol · Sternsymbol · Sternsymbol · Sternsymbol · Sternsymbol · Sternsymbol · Sternsymbol · Sternsymbol · Sternsymbol · Sternsymbol · Sternsymbol · Sternsymbol · Sternsymbol · Sternsymbol · Sternsymbol · Sternsymbol · Sternsymbol · Sternsymbol | 15        |
| Travis Kerry      | 4       | 19    | „Feel So Close“ (Calvin Harris)                                   | Sternsymbol · Sternsymbol · Sternsymbol · Sternsymbol · Sternsymbol · Sternsymbol · Sternsymbol · Sternsymbol · Sternsymbol · Sternsymbol · Sternsymbol · Sternsymbol · Sternsymbol · Sternsymbol · Sternsymbol · Sternsymbol · Sternsymbol · Sternsymbol · Sternsymbol · Sternsymbol | 11        |
| Alexis Gerred     | 5       | 27    | „Come Together“ (The Beatles)                                     | Sternsymbol · Sternsymbol · Sternsymbol · Sternsymbol · Sternsymbol · Sternsymbol · Sternsymbol · Sternsymbol · Sternsymbol · Sternsymbol · Sternsymbol · Sternsymbol · Sternsymbol · Sternsymbol · Sternsymbol · Sternsymbol · Sternsymbol · Sternsymbol · Sternsymbol · Sternsymbol | 18        |
| Robert Evans      | 6       | 20    | „Can You Feel the Love Tonight“ (Der König der Löwen, Elton John) | Sternsymbol · Sternsymbol · Sternsymbol · Sternsymbol · Sternsymbol · Sternsymbol · Sternsymbol · Sternsymbol · Sternsymbol · Sternsymbol · Sternsymbol · Sternsymbol · Sternsymbol · Sternsymbol · Sternsymbol · Sternsymbol · Sternsymbol · Sternsymbol · Sternsymbol · Sternsymbol | 12        |
| Andrew Mott       | 7       | 22    | „More Than Words“ (Extreme)                                       | Sternsymbol · Sternsymbol · Sternsymbol · Sternsymbol · Sternsymbol · Sternsymbol · Sternsymbol · Sternsymbol · Sternsymbol · Sternsymbol · Sternsymbol · Sternsymbol · Sternsymbol · Sternsymbol · Sternsymbol · Sternsymbol · Sternsymbol · Sternsymbol · Sternsymbol · Sternsymbol | 12        |
| Kieran McManus    | 8       | 18    | „Little Things“ (One Direction)                                   | Sternsymbol · Sternsymbol · Sternsymbol · Sternsymbol · Sternsymbol · Sternsymbol · Sternsymbol · Sternsymbol · Sternsymbol · Sternsymbol · Sternsymbol · Sternsymbol · Sternsymbol · Sternsymbol · Sternsymbol · Sternsymbol · Sternsymbol · Sternsymbol · Sternsymbol · Sternsymbol | 12        |
| Sam Glen          | 9       | 23    | „Torn“ (Ednaswap)                                                 | Sternsymbol · Sternsymbol · Sternsymbol · Sternsymbol · Sternsymbol · Sternsymbol · Sternsymbol · Sternsymbol · Sternsymbol · Sternsymbol · Sternsymbol · Sternsymbol · Sternsymbol · Sternsymbol · Sternsymbol · Sternsymbol · Sternsymbol · Sternsymbol · Sternsymbol · Sternsymbol | 16        |
| Connor Cunningham | 10      | 21    | „Brown Eyed Girl“ (Van Morrison)                                  | Sternsymbol · Sternsymbol · Sternsymbol · Sternsymbol · Sternsymbol · Sternsymbol · Sternsymbol · Sternsymbol · Sternsymbol · Sternsymbol · Sternsymbol · Sternsymbol · Sternsymbol · Sternsymbol · Sternsymbol · Sternsymbol · Sternsymbol · Sternsymbol · Sternsymbol · Sternsymbol | 15        |
| Ryan Butterworth  | 11      | 21    | „I Still Haven’t Found What I’m Looking For“ (U2)                 | Sternsymbol · Sternsymbol · Sternsymbol · Sternsymbol · Sternsymbol · Sternsymbol · Sternsymbol · Sternsymbol · Sternsymbol · Sternsymbol · Sternsymbol · Sternsymbol · Sternsymbol · Sternsymbol · Sternsymbol · Sternsymbol · Sternsymbol · Sternsymbol · Sternsymbol · Sternsymbol | 16        |
| Sario Solomon     | 12      | 19    | „Tainted Love“ (Soft Cell)                                        | Sternsymbol · Sternsymbol · Sternsymbol · Sternsymbol · Sternsymbol · Sternsymbol · Sternsymbol · Sternsymbol · Sternsymbol · Sternsymbol · Sternsymbol · Sternsymbol · Sternsymbol · Sternsymbol · Sternsymbol · Sternsymbol · Sternsymbol · Sternsymbol · Sternsymbol · Sternsymbol | 16        |
| Anthony Sahota    | 13      | 22    | „Ordinary People“ (John Legend)                                   | Sternsymbol · Sternsymbol · Sternsymbol · Sternsymbol · Sternsymbol · Sternsymbol · Sternsymbol · Sternsymbol · Sternsymbol · Sternsymbol · Sternsymbol · Sternsymbol · Sternsymbol · Sternsymbol · Sternsymbol · Sternsymbol · Sternsymbol · Sternsymbol · Sternsymbol · Sternsymbol | 16        |
| Liam Holmes       | 14      | 27    | „Let’s Get It On“                                                 | Sternsymbol · Sternsymbol · Sternsymbol · Sternsymbol · Sternsymbol · Sternsymbol · Sternsymbol · Sternsymbol · Sternsymbol · Sternsymbol · Sternsymbol · Sternsymbol · Sternsymbol · Sternsymbol · Sternsymbol · Sternsymbol · Sternsymbol · Sternsymbol · Sternsymbol · Sternsymbol | 13        |
| Conor McLoughlin  | 15      | 20    | „Your Song“ (Elton John)                                          | Sternsymbol · Sternsymbol · Sternsymbol · Sternsymbol · Sternsymbol · Sternsymbol · Sternsymbol · Sternsymbol · Sternsymbol · Sternsymbol · Sternsymbol · Sternsymbol · Sternsymbol · Sternsymbol · Sternsymbol · Sternsymbol · Sternsymbol · Sternsymbol · Sternsymbol · Sternsymbol | 17        |
| Yazdan Qafouri    | 16      | 17    | „Ain’t No Sunshine“ (Bill Withers)                                | Sternsymbol · Sternsymbol · Sternsymbol · Sternsymbol · Sternsymbol · Sternsymbol · Sternsymbol · Sternsymbol · Sternsymbol · Sternsymbol · Sternsymbol · Sternsymbol · Sternsymbol · Sternsymbol · Sternsymbol · Sternsymbol · Sternsymbol · Sternsymbol · Sternsymbol · Sternsymbol | 15        |
| Jimmy Haggar      | 17      | 19    | „That’s Life“ (Marian Montgomery; Frank Sinatra)                  | Sternsymbol · Sternsymbol · Sternsymbol · Sternsymbol · Sternsymbol · Sternsymbol · Sternsymbol · Sternsymbol · Sternsymbol · Sternsymbol · Sternsymbol · Sternsymbol · Sternsymbol · Sternsymbol · Sternsymbol · Sternsymbol · Sternsymbol · Sternsymbol · Sternsymbol · Sternsymbol | 13        |
| Veeraj Lutchman   | 18      | 37    | „Take Me to Church“ (Hozier)                                      | Sternsymbol · Sternsymbol · Sternsymbol · Sternsymbol · Sternsymbol · Sternsymbol · Sternsymbol · Sternsymbol · Sternsymbol · Sternsymbol · Sternsymbol · Sternsymbol · Sternsymbol · Sternsymbol · Sternsymbol · Sternsymbol · Sternsymbol · Sternsymbol · Sternsymbol · Sternsymbol | 16        |
| Jack Hinton       | 19      | 22    | „Viva Forever“ (Spice Girls)                                      | Sternsymbol · Sternsymbol · Sternsymbol · Sternsymbol · Sternsymbol · Sternsymbol · Sternsymbol · Sternsymbol · Sternsymbol · Sternsymbol · Sternsymbol · Sternsymbol · Sternsymbol · Sternsymbol · Sternsymbol · Sternsymbol · Sternsymbol · Sternsymbol · Sternsymbol · Sternsymbol | 15        |
| Bradley Johnson   | 20      | 19    | „Bring Him Home“ (Les Misérables: Jean Valjean)                   | Sternsymbol · Sternsymbol · Sternsymbol · Sternsymbol · Sternsymbol · Sternsymbol · Sternsymbol · Sternsymbol · Sternsymbol · Sternsymbol · Sternsymbol · Sternsymbol · Sternsymbol · Sternsymbol · Sternsymbol · Sternsymbol · Sternsymbol · Sternsymbol · Sternsymbol · Sternsymbol | 20        |

### Runde 2: The Collaborations
Nach der Übertragung wurde über den BBC iPlayer ein kurzer Clip veröffentlicht, in welchem die einzelnen Gruppen jeweils einen Boyband-Namen erhielten. So wurde Gruppe 1 „Five to Five“ getauft, Gruppe 2 „Iron Sun“, Gruppe 3 „Neon Panda“, Gruppe 4 erhielt den Namen „Drive“ und Gruppe 5 den Namen „Nightfall“. Jede Boygroup bereitete gemeinsam ein Set vor, bewertet wurden dann die Einzelleistungen innerhalb der Gruppen, aus jeder der achtköpfigen Gruppen schieden in dieser Episode drei Mitglieder aus.
Episode 5 (4. Februar)
- Gastrichter: Lulu
- Gruppen-Darbietung: „Kidz“/ „Hangin’ Tough“/ „When Will I Be Famous?“/ „Sing“

Gruppe 1
- Zusammenarbeit mit Olly Murs

| Darsteller        | Lied                                                                | Bewertung     |
| ----------------- | ------------------------------------------------------------------- | ------------- |
| AJ Bentley        | „Troublemaker“/ „Unpredictable“/ „Heart Skips a Beat“/ „Wrapped Up“ | Weiter        |
| Connor Cunningham | „Troublemaker“/ „Unpredictable“/ „Heart Skips a Beat“/ „Wrapped Up“ | Ausgeschieden |
| Curtis T Johns    | „Troublemaker“/ „Unpredictable“/ „Heart Skips a Beat“/ „Wrapped Up“ | Weiter        |
| Nick Carsberg     | „Troublemaker“/ „Unpredictable“/ „Heart Skips a Beat“/ „Wrapped Up“ | Weiter        |
| Sario Solomon     | „Troublemaker“/ „Unpredictable“/ „Heart Skips a Beat“/ „Wrapped Up“ | Weiter        |
| Scott Macaulay    | „Troublemaker“/ „Unpredictable“/ „Heart Skips a Beat“/ „Wrapped Up“ | Ausgeschieden |
| Tyler Jack Smith  | „Troublemaker“/ „Unpredictable“/ „Heart Skips a Beat“/ „Wrapped Up“ | Ausgeschieden |
| Yazdan Qafouri    | „Troublemaker“/ „Unpredictable“/ „Heart Skips a Beat“/ „Wrapped Up“ | Weiter        |

Gruppe 2
- Zusammenarbeit mit Beverley Knight

| Darsteller      | Lied                                                                                   | Bewertung     |
| --------------- | -------------------------------------------------------------------------------------- | ------------- |
| Alexis Gerred   | „Twist and Shout“/ „I Wanna Dance with Somebody (Who Loves Me)“/ „Hold On, I’m Coming“ | Weiter        |
| Clinton Elvis   | „Twist and Shout“/ „I Wanna Dance with Somebody (Who Loves Me)“/ „Hold On, I’m Coming“ | Weiter        |
| Damien Kivlehan | „Twist and Shout“/ „I Wanna Dance with Somebody (Who Loves Me)“/ „Hold On, I’m Coming“ | Ausgeschieden |
| Dylan Reid      | „Twist and Shout“/ „I Wanna Dance with Somebody (Who Loves Me)“/ „Hold On, I’m Coming“ | Ausgeschieden |
| Harry Brown     | „Twist and Shout“/ „I Wanna Dance with Somebody (Who Loves Me)“/ „Hold On, I’m Coming“ | Weiter        |
| Jordan Harvey   | „Twist and Shout“/ „I Wanna Dance with Somebody (Who Loves Me)“/ „Hold On, I’m Coming“ | Weiter        |
| Matt Knight     | „Twist and Shout“/ „I Wanna Dance with Somebody (Who Loves Me)“/ „Hold On, I’m Coming“ | Weiter        |
| Veeraj Lutchman | „Twist and Shout“/ „I Wanna Dance with Somebody (Who Loves Me)“/ „Hold On, I’m Coming“ | Ausgeschieden |

Gruppe 3
- Zusammenarbeit mit Busted

| Darsteller       | Lied                                                           | Bewertung     |
| ---------------- | -------------------------------------------------------------- | ------------- |
| Anthony Sahota   | „Sleeping with the Light On“/ „On What You’re On“/ „Year 3000“ | Weiter        |
| Conor McLoughlin | „Sleeping with the Light On“/ „On What You’re On“/ „Year 3000“ | Weiter        |
| Craig Webb       | „Sleeping with the Light On“/ „On What You’re On“/ „Year 3000“ | Weiter        |
| Dan Budd         | „Sleeping with the Light On“/ „On What You’re On“/ „Year 3000“ | Ausgeschieden |
| Deaglan Arthurs  | „Sleeping with the Light On“/ „On What You’re On“/ „Year 3000“ | Ausgeschieden |
| Josh Bailey      | „Sleeping with the Light On“/ „On What You’re On“/ „Year 3000“ | Weiter        |
| Luke Stanley     | „Sleeping with the Light On“/ „On What You’re On“/ „Year 3000“ | Ausgeschieden |
| Matt Thorpe      | „Sleeping with the Light On“/ „On What You’re On“/ „Year 3000“ | Weiter        |

Gruppe 4
- Zusammenarbeit mit Kaiser Chiefs

| Darsteller       | Lied                                          | Bewertung     |
| ---------------- | --------------------------------------------- | ------------- |
| Jamie Corner     | „Ruby“/ „Hole In My Soul“/ „I Predict a Riot“ | Weiter        |
| Jazzie Mattis    | „Ruby“/ „Hole In My Soul“/ „I Predict a Riot“ | Weiter        |
| Jonnie Halliwell | „Ruby“/ „Hole In My Soul“/ „I Predict a Riot“ | Weiter        |
| Jordan Charles   | „Ruby“/ „Hole In My Soul“/ „I Predict a Riot“ | Ausgeschieden |
| Keith Branic     | „Ruby“/ „Hole In My Soul“/ „I Predict a Riot“ | Ausgeschieden |
| Mark Angels      | „Ruby“/ „Hole In My Soul“/ „I Predict a Riot“ | Weiter        |
| Ryan Butterworth | „Ruby“/ „Hole In My Soul“/ „I Predict a Riot“ | Weiter        |
| Sam Glen         | „Ruby“/ „Hole In My Soul“/ „I Predict a Riot“ | Ausgeschieden |

- Callum Howells und Harry Neale waren ursprünglich Teil der Gruppe 4, stiegen jedoch aus dem Wettbewerb aus und wurden durch Keith Branic und Jordan Charles ersetzt.

Gruppe 5
- Zusammenarbeit mit Melanie C

| Darsteller      | Lied                                            | Bewertung     |
| --------------- | ----------------------------------------------- | ------------- |
| Bradley Johnson | „I Turn to You“/ „Anymore“ / „When You’re Gone“ | Weiter        |
| Danny Colligan  | „I Turn to You“/ „Anymore“ / „When You’re Gone“ | Weiter        |
| Hercules Smith  | „I Turn to You“/ „Anymore“ / „When You’re Gone“ | Ausgeschieden |
| Huw Roberts     | „I Turn to You“/ „Anymore“ / „When You’re Gone“ | Weiter        |
| Jason Brock     | „I Turn to You“/ „Anymore“ / „When You’re Gone“ | Weiter        |
| Julius Wright   | „I Turn to You“/ „Anymore“ / „When You’re Gone“ | Weiter        |
| Kyle Passmore   | „I Turn to You“/ „Anymore“ / „When You’re Gone“ | Ausgeschieden |
| Nicky Price     | „I Turn to You“/ „Anymore“ / „When You’re Gone“ | Ausgeschieden |

### Runde 3: The Battle of the Bands (Liveshows)
Obwohl aus Runde 2 bereits benannte Boygroups von je fünf Mitgliedern (für das Musical erforderliche Anzahl) hervorgingen, wurden auch in den drei Recalls der dritten Runde jeweils auch die Einzelleistungen der Gruppenmitglieder bewertet. Dadurch veränderten sich die Zusammensetzungen der Boygroups noch mehrfach. Übernommen wurde jeweils der Boygroup-Name, aus dessen voriger Besetzung die meisten Mitglieder weiterkamen.
Woche 1: Viertelfinale (11. Februar)
- Gastrichter: Ricki Lake
- Gruppen-Darbietung: This Is How We Do It / Hot in Herre / (Shake, Shake, Shake) Shake Your Booty / Eye of the Tiger / What Makes You Beautiful / Treasure / Hey Ya! / No Diggity
- Gastdarbietung: Jersey Boys (Sherry / Big Girls Don’t Cry / Walk Like a Man / Beggin’ / December, 1963 (Oh, What a Night))

| Band               | Abfolge | Lied                                      | Bewertung            |
| ------------------ | ------- | ----------------------------------------- | -------------------- |
| Iron Sun           | 1       | Shut Up and Dance                         | Weiter               |
| Drive              | 2       | Everybody Get Up / „I Love Rock ’n’ Roll“ | Letzte 2: Stechen    |
| Nightfall          | 3       | „The Scientist“                           | Weiter               |
| Neon Panda         | 4       | „Marry You“                               | Letzte 2: Stechen    |
| Five to Five       | 5       | MMMBop                                    | Weiter               |
| Sing-off (Stechen) |         |                                           |                      |
| Drive              | 1       | A Million Love Songs                      | A Million Love Songs |
| Neon Panda         | 2       | Greatest Day                              | Greatest Day         |

- Mark Angels, Jazzie Mattis, Matt Thorpe, Jonnie Halliwell und Conor McLoughlin wurden von den Juroren ins Halbfinale geholt. Da von Drive drei von fünf Mitgliedern und von Neon Panda zwei von fünf Mitgliedern in die nächste Runde kamen, zogen diese fünf Darsteller gemeinsam als Drive ins Halbfinale ein.
- Anthony Sahota, Craig Webb, Jamie Corner, Josh Bailey und Ryan Butterworth schieden im Viertelfinale aus dem Wettbewerb damit dem Bewerbungsverfahren aus.

Woche 2: Halbfinale (18. Februar)
- Gastrichter: Ashley Roberts
- Gruppen-Darbietung: It Only Takes a Minute / Could It Be Magic / Relight My Fire / Pray / Shine (mit Take That)
- Gastdarbietung: Motown: The Musical (Do You Love Me / Dancing in the Street)

| Band               | Abfolge | Lied                      | Bewertung                 |
| ------------------ | ------- | ------------------------- | ------------------------- |
| Five to Five       | 1       | Tell Her About It         | Weiter                    |
| Iron Sun           | 2       | Born This Way             | Letzte 2: Stechen         |
| Drive              | 3       | Girls on Film             | Letzte 2: Stechen         |
| Nightfall          | 4       | Without You               | Weiter                    |
| Sing-off (Stechen) |         |                           |                           |
| Iron Sun           | 1       | The Long and Winding Road | The Long and Winding Road |
| Drive              | 2       | Something                 | Something                 |

- Mark Angels, Matt Thorpe, Jonnie Halliwell, Conor McLoughlin und Jazzie Mattis wurden von den Juroren ins Finale geholt und zogen dort als Drive ein.
- Alexis Gerred, Clinton Elvis, Harry Brown, Jordan Harvey und Matt Knight schieden im Halbfinale aus der Casting-Show und damit aus dem Bewerbungsverfahren aus.

Woche 3: Finale (25. Februar)
- Gastrichter: Peter Kay
- Motto: Musical-Klassiker und Pop-Nummer
- erste Gast-Darbietung: Michael Ball & Alfie Boe (Les Misérables Medley)
- zweite Gast-Darbietung: Take That inkl. Robbie Williams („The Flood“)

| Band         | Abfolge | Erstes Lied             | Abfolge | Zweites Lied      | Ergebnis        |
| ------------ | ------- | ----------------------- | ------- | ----------------- | --------------- |
| Nightfall    | 1       | Footloose               | 4       | End of the Road   | Zweitplatzierte |
| Five to Five | 2       | You Can’t Stop the Beat | 5       | Wrecking Ball     | Gewinner        |
| Drive        | 3       | Grease Is the Word      | 6       | Thinking Out Loud | Zweitplatzierte |

#### Ergebniszusammenfassung
| Boygroup (zuletzt) | Darsteller       | Woche 1           | Woche 2                 | Woche 3                   |
| ------------------ | ---------------- | ----------------- | ----------------------- | ------------------------- |
| Five to Five       | AJ Bentley       | Weiter            | Weiter                  | Gewinner (Woche 3)        |
| Five to Five       | Curtis T Johns   | Weiter            | Weiter                  | Gewinner (Woche 3)        |
| Five to Five       | Nick Carsberg    | Weiter            | Weiter                  | Gewinner (Woche 3)        |
| Five to Five       | Sario Solomon    | Weiter            | Weiter                  | Gewinner (Woche 3)        |
| Five to Five       | Yazdan Qafouri   | Weiter            | Weiter                  | Gewinner (Woche 3)        |
| Nightfall          | Bradley Johnson  | Weiter            | Weiter                  | Zweitplatzierte (Woche 3) |
| Nightfall          | Danny Colligan   | Weiter            | Weiter                  | Zweitplatzierte (Woche 3) |
| Nightfall          | Huw Roberts      | Weiter            | Weiter                  | Zweitplatzierte (Woche 3) |
| Nightfall          | Jason Brock      | Weiter            | Weiter                  | Zweitplatzierte (Woche 3) |
| Nightfall          | Julius Wright    | Weiter            | Weiter                  | Zweitplatzierte (Woche 3) |
| Drive              | Conor McLoughlin | Letzte 2: Stechen | Letzte 2: Stechen       | Zweitplatzierte (Woche 3) |
| Drive              | Jazzie Mattis    | Letzte 2: Stechen | Letzte 2: Stechen       | Zweitplatzierte (Woche 3) |
| Drive              | Jonnie Halliwell | Letzte 2: Stechen | Letzte 2: Stechen       | Zweitplatzierte (Woche 3) |
| Drive              | Mark Angels      | Letzte 2: Stechen | Letzte 2: Stechen       | Zweitplatzierte (Woche 3) |
| Drive              | Matt Thorpe      | Letzte 2: Stechen | Letzte 2: Stechen       | Zweitplatzierte (Woche 3) |
| Iron Sun           | Alexis Gerred    | Weiter            | Ausgeschieden           | Ausgeschieden (Woche 2)   |
| Iron Sun           | Clinton Elvis    | Weiter            | Ausgeschieden           | Ausgeschieden (Woche 2)   |
| Iron Sun           | Harry Brown      | Weiter            | Ausgeschieden           | Ausgeschieden (Woche 2)   |
| Iron Sun           | Jordan Harvey    | Weiter            | Ausgeschieden           | Ausgeschieden (Woche 2)   |
| Iron Sun           | Matt Knight      | Weiter            | Ausgeschieden           | Ausgeschieden (Woche 2)   |
| Neon Panda         | Anthony Sahota   | Ausgeschieden     | Ausgeschieden (Woche 1) | Ausgeschieden (Woche 1)   |
| Neon Panda         | Craig Webb       | Ausgeschieden     | Ausgeschieden (Woche 1) | Ausgeschieden (Woche 1)   |
| Neon Panda         | Jamie Corner     | Ausgeschieden     | Ausgeschieden (Woche 1) | Ausgeschieden (Woche 1)   |
| Neon Panda         | Josh Bailey      | Ausgeschieden     | Ausgeschieden (Woche 1) | Ausgeschieden (Woche 1)   |
| Neon Panda         | Ryan Butterworth | Ausgeschieden     | Ausgeschieden (Woche 1) | Ausgeschieden (Woche 1)   |

## Einschaltquoten
| Episode                       | Ausstrahlungsdatum | Zuschauer in Millionen | BBC One Wochenranking | Zuschaueranteil |
| ----------------------------- | ------------------ | ---------------------- | --------------------- | --------------- |
| The Starway 1                 | 7. Januar          | 7,13                   | 10                    | 29,9 %          |
| The Starway 2                 | 14. Januar         | 6,00                   | 14                    | 26,7 %          |
| The Starway 3                 | 21. Januar         | 5,83                   | 14                    | 25,9 %          |
| The Starway 4                 | 28. Januar         | 5,08                   | 20                    | 23,6 %          |
| The Collaborations            | 4. Februar         | 5,25                   | 17                    | 23,9 %          |
| Battle of the Bands 1         | 11. Februar        | 5,10                   | 16                    | 23,4 %          |
| Battle of the Bands Results 1 | 11. Februar        | 4,30                   | 25                    | 18,0 %          |
| Battle of the Bands 2         | 18. Februar        | 4,80                   | 21                    | 22,5 %          |
| Battle of the Bands Results 2 | 18. Februar        | 4,27                   | 26                    | 18,0 %          |
| Battle of the Bands 3         | 25. Februar        | 4,61                   | 18                    | 19,7 %          |
| Series average                | 2017               | 5,24                   | 16                    | 23,16 %         |